# Андерсон, Вильгельм
Вильгельм Роберт Карл Андерсон (нем. Wilhelm Robert Karl Anderson; 16 (28) октября 1880 — 26 марта 1940) — русско-эстонский астрофизик немецкого происхождения, известный исследованиями физической структуры звёзд.

## Биография
Родился 16 (28) октября 1880 года в Минске, в немецко-балтийской семье. Его братьями были статистик Оскар Андерсон (1887—1960) и этнолог Вальтер Андерсон (1885—1962).
Провёл юношеские годы в Казани, где его отец, Николай Иванович Андерсон (1845—1905), с 1894 года был профессором финно-угорских языков в Казанском университете. Окончил 3-ю Казанскую гимназию (1901) и математическое отделение физико-математического факультета Казанского университета (1907). 
С 1910 по 1918 годы работал учителем физики в Самарской гимназии. В 1918 году уехал в Минск, где преподавал в техникуме. В 1920 году вместе с братом Вальтером переехал в Тарту.
В 1923 году в Тартуском университете получил степень магистра астрономии, а в 1927 году получил учёную степень доктора наук за диссертацию, посвящённую физике солнечной короны. В 1934 году прошёл процедуру хабилитации и в 1936 году получил должность приват-доцента в Тартуском университете. 
В период с 1937 по 1939 год Андерсон страдал от нервного заболевания, из-за которого не мог работать. В январе 1940 года, как и большинство балтийских немцев, он уехал в Германию, где вскоре скончался — 26 марта 1940 года, в санатории Мезериц-Обравальде (нем. Meseritz-Obrawalde). Было подозрение, что Андерсон стал жертвой нацистской программы «эвтаназии». 
Наиболее известна научная работа Андерсона, посвящённая верхнему пределу массы для белых карликов, опубликованная в 1929 году в Тарту. Сейчас эта величина носит название предел Чандрасекара. В честь Андерсона называется уравнение состояний Стоунера-Андерсона, которое родилось из переписки Андерсона с Эдмундом Стоунером.

## Избранные работы
- Über die Existenzmöglichkeit von kosmischem Staube in der Sonnenkorona // Zeitschrift für Physik 28. — Berlin, 1924.
- Über die Grenzdichte der Materie und der Energie // Zeitschrift für Physik 56. — Berlin, 1929.